# Estatua de los Tres Forjadores
La Estatua de los Tres Forjadores (en finés: Kolmen sepän patsas) es una escultura de Félix Nylund, situada en Helsinki, Finlandia en la plaza Tres Forjadores en la intersección de Aleksanterinkatu y Mannerheimintie. Esta estatua realista, dada a conocer en 1932, representa a tres herreros martillando sobre un yunque. Los herreros están desnudos. La parte superior de la base de granito de la estatua de bronce está rodeada por un texto en latín: MONUMENTUM – CURAVIT – LEGATUM – J. TALLBERGIANUM – PRO HELSINGFORS A.D. MCMXXXII ("La estatua fue erigida con la ayuda de una donación de J. Tallberg por Pro Helsingfors en el año 1932"). La estatua fue donada a la ciudad de Helsinki por la fundación Pro Helsingfors, que la había adquirido con la ayuda de una donación monetaria por parte del empresario Julius Tallberg. La Casa de comercio de Tallberg está situada en el extremo norte de la Plaza de las Tres herreros.